# Ali Esmili
Ali Esmili est un acteur et réalisateur franco-marocain.

## Biographie
Ali Esmili se forme comme acteur à l'école du Théâtre national de Chaillot, dans les classes de Jean-Claude Durand et Pierre Vial, puis à l’École nationale supérieure des arts et techniques du théâtre (ENSATT) à Lyon. De 2005 à 2009, il fait partie de la troupe permanente de la Comédie de Valence, et joue sous la direction notamment de Philippe Delaigue, Christophe Perton, Jean-Louis Hourdin, Anne Bisang, et Yann-Joël Collin.  
À partir de 2010, tout en poursuivant sa carrière au théâtre, il joue dans plusieurs films au Maroc et en France, parmi lesquels Nous trois ou rien de Kheiron en 2017.  
En 2014, il fonde le Collectif des Trois Mulets, collectif d’acteurs franco-maghrébins qui travaille autour d’écritures francophones du pourtour méditerranéen.
Il passe à la réalisation avec le court métrage Frontières en 2014, co-réalisé avec Claire Cahen. En 2018, il réalise Yasmina, toujours en co-réalisation avec Claire Cahen. Le film reçoit de nombreux prix, parmi lesquels le Prix du Jury au Festival national du film de Tanger.  

## Théâtre

### Comédien
- 2005 : Hilda, de Marie NDiaye, mise en scène Christophe Perton - Théâtre du Rond Point, Paris
- 2005 : Loin de Nedjma, d’après Kateb Yacine, mise en scène Vincent Farasse - Comédie de Valence
- 2005 : Pour rire pour passer le temps, de Sylvain Levey, mise en scène Olivier Maurin - Comédie de Valence
- 2006 : Tant que le ciel est vide, d’après Sophocle, mise en scène Philippe Delaigue - Comédie de Valence
- 2006 : La Comédie des passions, de Shakespeare, Garcia Lorca, mise en scène Jean-Louis Hourdin - Alba-La-Romaine
- 2006 : Âmes solitaires, de Gerhart Hauptmann, mise en scène Anne Bisang - Comédie de Genève
- 2007 : Dom Juan, de Molière, mise en scène Yann-Joel Collin -  TGP Saint-Denis
- 2007 : Des couteaux dans les poules, de David Harrower, mise en scène Olivier Maurin - Comédie de Valence
- 2008 : Hop là, nous vivons !, de Ernest Toller, mise en scène Christophe Perton -Théâtre de la Ville, Paris
- 2009 : Un verre de crépuscule, de Daniel Keene, mise en scène Sébastien Bournac
- 2010 : Cahier d’histoires #2, de Fouad Laroui et Y. Fadel, mise en scène Philippe Delaigue -  Institut français, Maroc
- 2012 : George Dandin, de Molière, dans Dandin, mise en scène Mohamed Brikat, Lyon
- 2012 : Le Feu sur la montagne, de Abdellatif Laâbi et J. Laabi, mise en scène Collectif des Trois Mulets - Institut Français
- 2012 : La Mélancolie des barbares, de Koffi Kwahulé, mise en scène Sébastien Bournac, TNT, Toulouse
- 2013 : Les Fourberies de Scapin, de Molière, dans Scapin, mise en scène Mohamed Brikat, Lyon
- 2013 : Cœur de chien, de Boulgakov, mise en scène Simon McBurney, Opéra de Lyon
- 2014 : Le Frère ennemi, de Fouad Laroui, mise en scène Collectif Les Trois Mulets, Institut Français -Maroc
- 2015 : Je t’écris mon amour, d'Emmanuel Darley, mise en scène Jean de Pange, Théâtre du Saulcy, Metz
- 2015 : La Complainte des mendiants…, d'Ismaël Aït Djafer, mise en scène Collectif Les Trois Mulets, CDN NEST
- 2015 : Métropole[5], de Vincent Farasse, mise en scène Vincent Farasse, Théâtre de la virgule, Tourcoing
- 2016 : Miroir trouble, de Mani Müler, mise en scène Carole Lorang, Théâtre National du Luxembourg
- 2017 : Hamlet, de Shakespeare, mise en scène Jean De Pange, Opéra Théâtre de Metz
- 2018 : Littoral[6], de Wajdi Mouawad, mise en scène Simon Deletang, Théâtre du Peuple - Bussang
- 2018-2023: Mimoun et Zatopek[7], de Vincent Farasse[8], mise en scène Vincent Farasse[9], CDN NEST
- 2020-2021 : Née un 17 octobre[10], de Rachid Benzine, mise en scène Mounya Boudiaf, Le Safran -  Amiens

### Collaboration à la mise en scène
- 2012 : La Mélancolie des barbares, de Koffi Kwahulé, mise en scène Sébastien Bournac, Théâtre de la cité TNT, Toulouse
- 2015 : Je t'écris mon amour[11], de Emmanuel Darley, mise en scène Jean de Pange

## Filmographie

### Acteur

#### Longs métrages
- 2010 : La Cinquième Corde, de Selma Bargach - Rôle principal masculin
- 2011 : Andalousie mon amour, de Mohamed Nadif - Rôle principal masculin
- 2014 : Nous trois ou rien, de Kheiron avec Leila Bekhti, Gérard Darmon et Zabou Breitman

#### Courts métrages
- 2012 : Jour d’école, de Nicolas Bianco - Rôle principal - Opéra de Lyon
- 2012 : Lambeaux, de Laurent Lombart - GREC
- 2014 : Frontières, de Claire Cahen, Ali Esmili - Sentinelles Éternelles et Idéo prod
- 2015 : Les Territoires du silence, de Christophe Perton - CNC

#### Réalisateur et scénariste

##### Courts-métrages
- 2014 : Frontières, Sentinelles éternelles et Idéo prod (CM), co-réalisé avec Claire Cahen
- 2018 : Yasmina[12]  - Yukunkun Prod[3] / CNC, Rhones-Alpes, France télévisions (CM), co-réalisé avec Claire Cahen

##### Documentaire
2017 : Les Masques de la souffrance, documentaire sur Bob Tahri - Sentinelles Éternelles (52 min)

## Récompenses et distinctions
Ses deux courts métrages Yasmina et Frontières participent à de nombreux festivals (dont le  Festival international du court métrage de Clermont Ferrand 2019 et le FESPACO 2015). 
Yasmina reçoit de nombreux prix dont le Prix du Juryau Festival National du film de Tanger et le Prix CINIT au Festival du film d'Afrique, d'Asie et d'Amérique Latine de Milan.
Frontières obtient notamment le Prix du Jury au festival du film franco-arabe de Noisy-le-Sec.